# 구글 데이드림

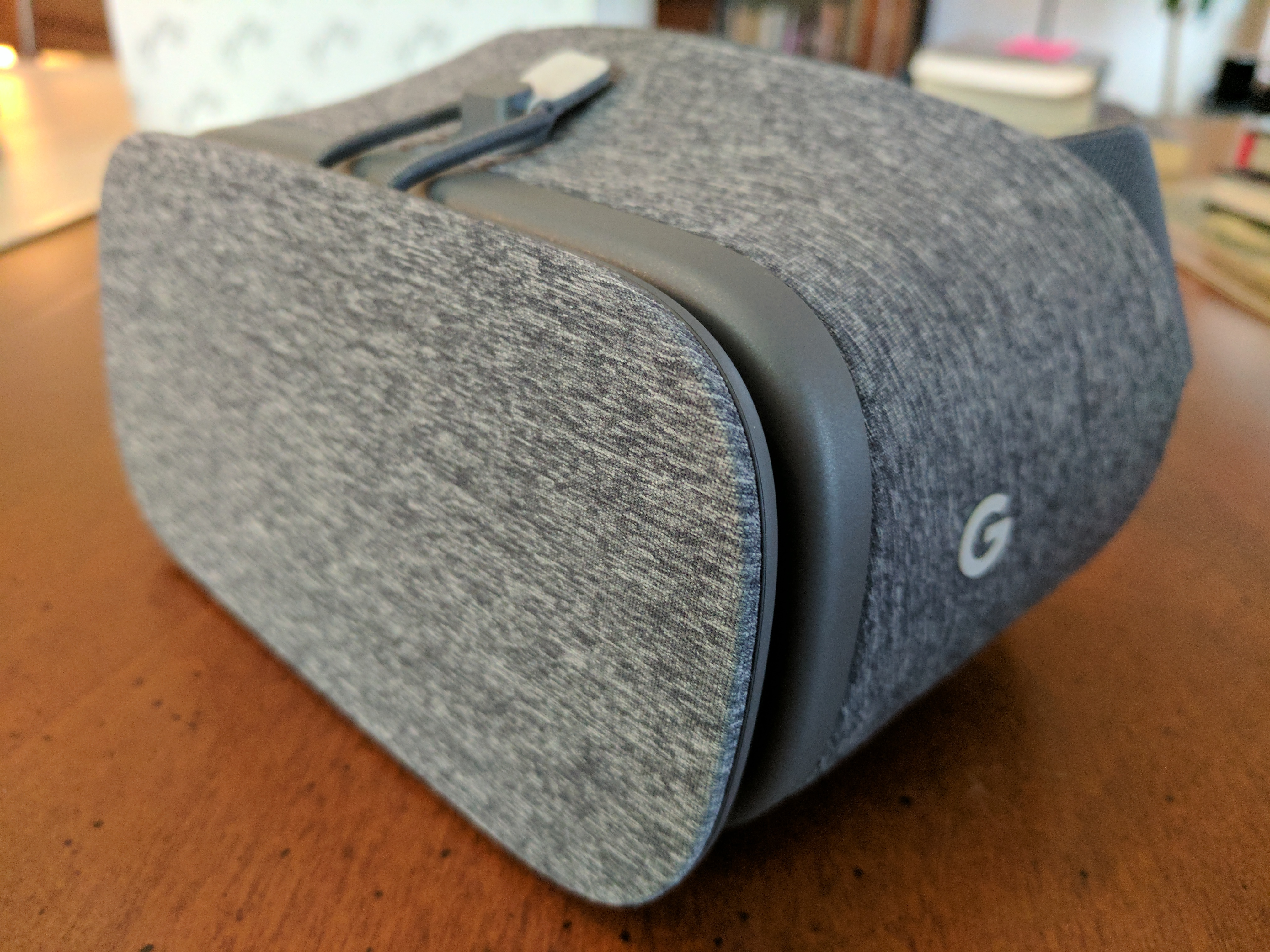
구글 데이드림 뷰 1세대.

데이드림(Daydream)은 구글이 구글 데이드림 뷰 VR 헤드셋 및 안드로이드 모바일 운영 체제의 8번째 주요 버전인 안드로이드 누가에 사용할 목적으로 개발한 가상 현실(VR) 플랫폼이다. 2016년 5월 구글 I/O 개발자 회의에서 발표되었으며, 최초의 VR 헤드셋은 2016년 11월 10일에 출시되었다.
구글 최초의 VR 플랫폼 구글 카드보드와 달리 구글 데이드림은 안드로이드 7.1 누가 릴리스를 기점으로 안드로이드 운영 체제 내부에 빌드되었다. 이 플랫폼은 "데이드림-레디"(Daydream-ready) 호환 전화를 표방하는 소프트웨어와 하드웨어 사양을 둘 다 포함한다.

## 하드웨어

### 전화
데이드림은 특정 부품이 포함된 특정 신형 전화에만 동작한다. 구글은 구글 I/O 콘퍼런스에서 8개의 하드웨어 전화가 데이드림 레디 전화가 될 것이라고 발표하였다: 삼성전자, HTC, LG전자, 샤오미, 화웨이, ZTE, 에이수스, 알카텔. 레이턴시를 줄이고 메스꺼움을 예방하기 위해 처리 능력을 데이드림 모드에 위임한다.

### 헤드셋
구글 데이드림 뷰(Google Daydream View)는 2016년 10월 4일 데이드림용 최초의 헤드셋으로 발표되었다.

### 컨트롤러
구글 데이드림 헤드셋은 무선 컨트롤러에 포함되어 있다.